# Maurice Hallé
Cet article concerne l'homme politique québécois. Pour le poète français, voir Maurice Hallé (chansonnier).
Pour l’article homonyme, voir Hallé.
Maurice Hallé (né le 26 février 1906 et mort le 5 avril 1991) est un agriculteur, avocat et homme politique fédéral du Québec.

## Biographie
Né à Sherbrooke en Estrie, il participe à la Deuxième Guerre mondiale et est Lieutenant-colonel de la 1re Division d'Artillerie royale canadienne. Il étudia au Collège de Saint-Hyacinthe et à l'Université de Montréal. 
Élu député du Parti libéral du Canada dans la circonscription fédérale de Brome—Missisquoi en 1940, il fut réélu en 1945. Il ne se représente pas en 1949. Tentant de revenir en politique en 1958, il est défait par le progressiste-conservateur Heward Grafftey.